# IC 13
IC 13 је спирална галаксија у сазвјежђу Рибе која се налази на листи објеката дубоког неба у Индекс каталогу.
Деклинација објекта је + 7° 42' 2" а ректасцензија 0h 20m 20,1s. Привидна величина (магнитуда) објекта IC 13 износи 14,0 а фотографска магнитуда 14,8. Налази се на удаљености од 65,880 милиона парсека од Сунца. IC 13 је још познат и под ознакама UGC 195, MCG 1-2-3, CGCG 409-2, PGC 1301.